# 一物全体
一物全体（いちぶつぜんたい）とは、ありのままの姿で分割されていない状態のこと。食養で使われることが多い用語で、食材を丸ごと使用するという意味で使われる。穀物を精白しないこと、野菜の皮をむかずに使うことや、根菜でも葉を用いること、小さい魚を丸ごと食べることを意味する。

## 概説
仏教用語
生物が生きているというのは、丸ごと全体で様々なバランスが取れているということであり、そのバランスのまま人体に摂取することが人体内のバランスを取るのにも望ましいという考え方から、人間が食物を摂取する際、穀物を精白したり、野菜の皮をむいたり、動物の肉や魚を部分的に食用にするのではなく、できるだけ丸ごと食べるのが健康に良いとする考え方。
栄養学の観点からも、植物の皮や葉、小魚の骨は栄養が豊富である。